# Amaurolimnas concolor
La cotara café (Amaurolimnas concolor) es una especie de ave gruiforme de la familia Rallidae. Es el único miembro del género monotípico Amaurolimnas. Es nativo de Belice, Bolivia, Brasil, Islas Caimán, Colombia, Costa Rica, Ecuador, Guayana Francesa, Guatemala, Guyana, Honduras, México, Nicaragua, Panamá, Perú, Puerto Rico, Venezuela, El Salvador y posiblemente Jamaica.  Su hábitat consiste de bosque tropical y subtropical.

## Subespecies
Se distinguen las siguientes subespecies:
- Amaurolimnas concolor castaneus (Pucheran, 1851)
- Amaurolimnas concolor concolor (Gosse, 1847)
- Amaurolimnas concolor guatemalensis (Lawrence, 1863)